# Nekrolog April 2005
Nekrolog
◄◄
| ◄
| 2001
| 2002
| 2003
| 2004
| 2005 | 2006 | 2007 | 2008 | 2009 | ► | ►►
Januar |
Februar |
März |
April |
Mai |
Juni |
Juli |
August |
September |
Oktober |
November |
Dezember 2005
Weitere Ereignisse | Allgemeiner Nekrolog 2005
Die Beschreibung der verstorbenen Person sollte so kurz wie möglich gehalten sein und nur deren signifikante Tätigkeit(en) enthalten.
Neue Namen ggf. auch unter dem Geburts- und Sterbedatum, also etwa unter 1. Januar und im Geburts- und Sterbejahr (2024) eintragen (nur bei entsprechender großer Wichtigkeit). Für Beispiele siehe die schon vorhandenen Artikel.
Außerdem über die fünf zuletzt Verstorbenen, zu denen es einen ausreichend guten Artikel für eine Präsentation auf der Hauptseite gibt, nach der todesbedingten Überarbeitung der Artikel ggf. auch unter Wikipedia Diskussion:Hauptseite informieren und sie am besten auch in den anderen Wikipedia-Sprachversionen eintragen. Tipp: Regelmäßig bei news.google.de nach „ist tot“, „gestorben“ oder „verstorben“ suchen.
Wenn eine Person gestorben ist, gibt es viele Seiten zu dieser Person in der Wikipedia, die davon auch betroffen sind und entsprechend aktualisiert werden müssen. Beispiele: Namenübersichtsseite, Geburtsjahr, Geburtsort-Seiten und viele mehr.
Wie finde ich die betroffenen Seiten?
Im Suchfeld auf der linken Seite gibt man den Suchbegriff so ein: „Vorname Nachname“. Dann klickt man auf Volltext und alle Seiten mit entsprechendem Suchtext werden aufgerufen. Hier sieht man dann schnell, wo auch das Todesjahr Sinn macht oder sogar ein Teil des Artikels angepasst werden muss. Auch hilft das „Werkzeug“ auf der linken Seite sehr gut, um solche Seiten aufzufinden: „Links auf diese Seite“. Somit ist die Wikipedia wieder aktuell in allen Bereichen! Hinweis: bei Eintragung der Kategorie „Gestorben JAHR“ wird der Missbrauchsfilter 49 ausgelöst, was jedoch nicht schlimm ist. Siehe: Spezial:Missbrauchsfilter/49
Dies ist eine Liste von im April 2005 verstorbenen bekannten Persönlichkeiten. Die Einträge erfolgen innerhalb der einzelnen Daten alphabetisch sortiert. Tiere sind im Nekrolog für Tiere zu finden.

## April
| Tag       | Name                                    | Beruf, bekannt als                                                                             | Alter | Beleg |
| --------- | --------------------------------------- | ---------------------------------------------------------------------------------------------- | ----- | ----- |
| 1. April  | Alexander Brott                         | kanadischer Komponist, Dirigent, Violinist und Musikpädagoge                                   | 90    |       |
| 1. April  | Harald Juhnke                           | deutscher Film- und Bühnenschauspieler, Entertainer und Showmaster                             | 75    |       |
| 1. April  | Thomas Kling                            | deutscher Lyriker und Performancekünstler                                                      | 47    |       |
| 1. April  | Karin Ödlund                            | schwedische Fußballspielerin                                                                   | 46    |       |
| 1. April  | Elisabeth von Ulmann                    | deutsche Schriftstellerin                                                                      | 75    |       |
| 1. April  | Robert Coldwell Wood                    | US-amerikanischer Politiker und Politikwissenschaftler                                         | 81    |       |
| 2. April  | Alfred Aedtner                          | deutscher Kriminalist und Ermittler gegen Naziverbrecher                                       | 79/80 |       |
| 2. April  | Dieter Blumenwitz                       | deutscher Staats- und Völkerrechtler                                                           | 65    |       |
| 2. April  | Philémon De Meersman                    | belgischer Radrennfahrer                                                                       | 90    |       |
| 2. April  | Marie Louise Fischer                    | deutsche Schriftstellerin                                                                      | 82    |       |
| 2. April  | Erwin Holsteg                           | deutscher Politiker (FDP), MdB                                                                 | 84    |       |
| 2. April  | Johannes Paul II.                       | polnischer Geistlicher, Papst, Bischof von Rom, Staatsoberhaupt des Vatikans                   | 84    |       |
| 2. April  | Nasri Maalouf                           | libanesischer Politiker                                                                        | 94    |       |
| 2. April  | Hermann Nattkämper                      | deutscher Fußballspieler                                                                       | 93    |       |
| 2. April  | Jacques Rabemananjara                   | madagassischer Politiker                                                                       | 91    |       |
| 2. April  | Alois Vogel                             | österreichischer Schriftsteller                                                                | 83    |       |
| 2. April  | Ernst Wille                             | deutscher Maler                                                                                | 88    |       |
| 3. April  | Aleksy Antkiewicz                       | polnischer Boxer                                                                               | 81    |       |
| 3. April  | Rick Blight                             | kanadischer Eishockeyspieler                                                                   | 49    |       |
| 3. April  | Kader Firoud                            | französischer Fußballspieler und -trainer                                                      | 85    |       |
| 3. April  | Laurette Goldberg                       | US-amerikanische Cembalistin und Musikpädagogin                                                | 73    |       |
| 3. April  | Doron Grossman                          | israelischer Diplomat                                                                          | 48/49 |       |
| 3. April  | Wolf Klaußner                           | deutscher Schriftsteller                                                                       | 74    |       |
| 3. April  | Jules Landolt                           | Schweizer Politiker                                                                            | 75    |       |
| 3. April  | Fumiko Okada                            | japanische Manga-Zeichnerin                                                                    | 55    |       |
| 4. April  | Homer Dwight Chapman                    | US-amerikanischer Agrarwissenschaftler und Bodenkundler                                        | 106   |       |
| 4. April  | Fernand Herman                          | belgischer Politiker, MdEP                                                                     | 73    |       |
| 4. April  | Jean Leering                            | niederländischer Museumsdirektor und Kunsthistoriker                                           | 71    |       |
| 4. April  | Edmund Roßmann                          | deutscher Leutnant, Fliegerass der Luftwaffe der Wehrmacht                                     | 87    |       |
| 4. April  | Helena Zmatlíková                       | tschechische Malerin und Illustratorin                                                         | 81    |       |
| 5. April  | Erich Bär                               | deutscher Oberstleutnant im Ministerium für Staatssicherheit (MfS) der DDR                     | 88    |       |
| 5. April  | Saul Bellow                             | US-amerikanischer Schriftsteller                                                               | 89    |       |
| 5. April  | Robert Borg                             | US-amerikanischer Dressurreiter                                                                | 91    |       |
| 5. April  | Dieter Brauns                           | deutscher Politiker (CDU), MdBB                                                                | 79    |       |
| 5. April  | Chung Nam-sik                           | südkoreanischer Fußballspieler und -trainer                                                    | 88    |       |
| 5. April  | Elisabeth Goebel                        | deutsche Schauspielerin                                                                        | 84    |       |
| 5. April  | Rudolf Kellner                          | österreichischer Koch und Hotelier                                                             | 66    |       |
| 5. April  | Lorenz Kramer                           | deutscher Physiker                                                                             | 63    |       |
| 5. April  | Dale Messick                            | US-amerikanische Comic-Zeichnerin                                                              | 98    |       |
| 5. April  | Roy Rea                                 | nordirischer Fußballtorhüter                                                                   | 70    |       |
| 5. April  | Debralee Scott                          | US-amerikanische Filmschauspielerin                                                            | 52    |       |
| 5. April  | Annelise Thimme                         | deutsche Historikerin                                                                          | 86    |       |
| 5. April  | Wilhelm Weber                           | österreichischer Nationalökonom                                                                | 88    |       |
| 5. April  | Oumarou Sidikou                         | nigrischer Politiker und Bankmanager                                                           | 66/67 |       |
| 6. April  | Hartmut Albrecht                        | deutscher Agrarökonom, Kommunikationswissenschaftler und Hochschullehrer                       | 79    |       |
| 6. April  | Hans Blohm                              | deutscher Wirtschaftswissenschaftler                                                           | 84    |       |
| 6. April  | Frank Conroy                            | US-amerikanischer Schriftsteller                                                               | 69    |       |
| 6. April  | Károly Ecser                            | ungarischer Gewichtheber                                                                       | 73/74 |       |
| 6. April  | Francesco Laudadio                      | italienischer Filmregisseur und Drehbuchautor                                                  | 55    |       |
| 6. April  | Bernd Lorenz                            | deutscher Fußballspieler                                                                       | 57    |       |
| 6. April  | Gerard Peters                           | niederländischer Radrennfahrer                                                                 | 84    |       |
| 6. April  | Stanisław Piechocki                     | polnischer Verwaltungsjurist, Heimatforscher und Sachbuchautor                                 | 50    |       |
| 6. April  | Rainier III.                            | monegassischer Adeliger, Fürst von Monaco (1949–2005)                                          | 81    |       |
| 6. April  | Konrad Reiss                            | deutscher Manager, CEO von T-Systems                                                           | 47    |       |
| 7. April  | Cliff Allison                           | englischer Automobilrennfahrer                                                                 | 73    |       |
| 7. April  | Grigoris Bithikotsis                    | griechischer Sänger                                                                            | 82    |       |
| 7. April  | Otto Bolesch                            | österreichischer Schauspieler                                                                  | 86    |       |
| 7. April  | Aleksandar Despić                       | serbischer Physiker                                                                            | 78    |       |
| 7. April  | Max von der Grün                        | deutscher Schriftsteller                                                                       | 78    |       |
| 7. April  | Heinrich Hugendubel                     | deutscher Buchhändler                                                                          | 68    |       |
| 7. April  | Charles Kuentz                          | deutscher Kriegsveteran des Ersten Weltkriegs                                                  | 108   |       |
| 7. April  | Nina                                    | deutsche Sängerin                                                                              | 59    |       |
| 7. April  | Yvonne Vera                             | simbabwische Schriftstellerin                                                                  | 40    |       |
| 7. April  | Heinz Weisener                          | deutscher Architekt und Fußballfunktionär                                                      | 77    |       |
| 7. April  | Erna Woll                               | deutsche Kirchenmusikerin und Komponistin                                                      | 88    |       |
| 8. April  | Frank Cornély-Wilczek                   | deutscher Musiker, Komponist, Musikproduzent und Arrangeur                                     | 90    |       |
| 8. April  | Kálmán Ferenczfalvi                     | ungarischer Gerechter unter den Völkern                                                        | 84    |       |
| 8. April  | Maurice Lafont                          | französischer Fußballspieler und -trainer                                                      | 77    |       |
| 8. April  | Alfred Traugott Mörstedt                | deutscher Zeichner und Grafiker                                                                | 80    |       |
| 8. April  | Yoshitarō Nomura                        | japanischer Filmregisseur                                                                      | 85    |       |
| 8. April  | Douglas Northcott                       | britischer Mathematiker                                                                        | 88    |       |
| 8. April  | Josef Robl                              | österreichischer Politiker (ÖVP), Landtagsabgeordneter                                         | 86    |       |
| 8. April  | Eberhard Simons                         | deutscher Philosoph                                                                            | 67    |       |
| 8. April  | Onna White                              | kanadische Choreographin                                                                       | 83    |       |
| 9. April  | Andrea Dworkin                          | US-amerikanische Feministin und Soziologin                                                     | 58    |       |
| 9. April  | Jerzy Grzegorzewski                     | polnischer Theaterregisseur                                                                    | 65    |       |
| 9. April  | Anton Heyboer                           | niederländischer Maler und Grafiker                                                            | 81    |       |
| 9. April  | Elsbeth Janda                           | deutsche Conférencière und Kabarettistin                                                       | 81    |       |
| 9. April  | Lothar Rädisch                          | deutscher Badmintonspieler                                                                     | 77    |       |
| 9. April  | Vicente Salgado y Garrucho              | philippinischer Geistlicher, römisch-katholischer Bischof von Romblon                          | 68    |       |
| 9. April  | Jean Schoos                             | luxemburgischer Historiker                                                                     | 80    |       |
| 9. April  | Jerrel Wilson                           | US-amerikanischer American-Football-Spieler                                                    | 63    |       |
| 10. April | Harald Aurich                           | deutscher Biochemiker                                                                          | 72    |       |
| 10. April | Norbert Brainin                         | österreichisch-britischer Violinist                                                            | 82    |       |
| 10. April | César Campodónico                       | uruguayischer Theaterregisseur, Schauspieler und Dozent                                        | 75    |       |
| 10. April | Horacio Casarín                         | mexikanischer Fußballspieler                                                                   | 86    |       |
| 10. April | Barbara Egli                            | Schweizer Schriftstellerin                                                                     | 86    |       |
| 10. April | Knulp Goeke                             | deutscher Politiker (SPD), MdL                                                                 | 76    |       |
| 10. April | Friedrich Heyer                         | deutscher evangelischer Theologe, Pfarrer, Kirchenhistoriker und Hochschullehrer               | 97    |       |
| 10. April | Aatos Lehtonen                          | finnischer Fußball-, Bandy-, Handball- und Basketballspieler sowie Fußballtrainer              | 91    |       |
| 10. April | Jorge Sobral                            | argentinischer Tangosänger und Schauspieler                                                    | 73    |       |
| 10. April | Anatoli Wassiljewitsch Trofimow         | sowjetischer KGB-Agent                                                                         | 64    |       |
| 11. April | Anna Andersch-Marcus                    | deutsche Glasmalerin                                                                           | 90    |       |
| 11. April | John Brosnan                            | australischer Science-Fiction- und Fantasy-Schriftsteller                                      | 57    |       |
| 11. April | Jerry Byrd                              | US-amerikanischer Country-Musiker                                                              | 85    |       |
| 11. April | James Hamilton                          | britischer Politiker (Labour Party)                                                            | 87    |       |
| 11. April | Maurice R. Hilleman                     | US-amerikanischer Mediziner                                                                    | 85    |       |
| 11. April | David Hughes                            | englischer Schriftsteller                                                                      | 74    |       |
| 11. April | Lucien Laurent                          | französischer Fußballspieler                                                                   | 97    |       |
| 11. April | Walter Lehner                           | österreichischer Politiker (ÖVP)                                                               | 78/79 |       |
| 11. April | László Nagy                             | ungarischer Eiskunstläufer                                                                     | 77    |       |
| 11. April | Gunnar Norrman                          | schwedischer Maler und Grafiker                                                                | 92    |       |
| 11. April | Günter Otterpohl                        | deutscher Politiker (CDU), MdL                                                                 | 72    |       |
| 11. April | Douglas Peden                           | kanadischer Radrennfahrer und Basketballspieler                                                | 88    |       |
| 11. April | Maria Rowohlt                           | deutsche Schauspielerin                                                                        | 94    |       |
| 11. April | Eberhard Ullrich                        | deutscher Politiker (CDU), MdL                                                                 | 70    |       |
| 11. April | Franz Vit                               | deutscher Politiker (SPD), MdB                                                                 | 88    |       |
| 11. April | George Younce                           | US-amerikanischer Country-Sänger, Komponist und Bandleader                                     | 75    |       |
| 12. April | Barney Poole                            | US-amerikanischer American-Football-Spieler und -Trainer                                       | 81    |       |
| 12. April | Cyril Sidlow                            | walisischer Fußballtorhüter                                                                    | 89    |       |
| 12. April | Erich von Weckbecker                    | deutscher Facharzt für Innere Medizin und Naturheilkunde                                       | 85    |       |
| 12. April | Maria Wnęk                              | polnische Künstlerin                                                                           | 82    |       |
| 13. April | Howard Clinebell                        | methodistischer Geistlicher und Pionier auf dem Feld der Seelsorge                             | 82    |       |
| 13. April | Wolfgang Droege                         | kanadisch-deutscher Rechtsextremist                                                            | 55    |       |
| 13. April | Rüdiger Engerth                         | österreichischer Kunstkritiker                                                                 | 85    |       |
| 13. April | Johann Maria Wolfgang Farina            | deutscher Unternehmer, Prinz Karneval von Köln                                                 | 77    |       |
| 13. April | Johnnie Johnson                         | US-amerikanischer Musiker und Komponist                                                        | 80    |       |
| 13. April | Robert Kirby                            | US-amerikanischer Automobilrennfahrer                                                          | 80    |       |
| 13. April | Wolfgang Krege                          | deutscher Autor und Übersetzer                                                                 | 66    |       |
| 13. April | Nikola Ljubičić                         | jugoslawischer General und Politiker                                                           | 89    |       |
| 13. April | Henry Proctor                           | US-amerikanischer Ruderer                                                                      | 75    |       |
| 13. April | Marc Stern                              | orthodoxer Rabbiner der Jüdischen Gemeinde Osnabrück, Autor                                    | 49    |       |
| 13. April | Philippe Volter                         | belgischer Schauspieler                                                                        | 46    |       |
| 14. April | Benny Bailey                            | US-amerikanischer Jazztrompeter                                                                | 79    |       |
| 14. April | Eugenio Gentili Tedeschi                | italienischer Architekt, Designer, Lehrer und Schriftsteller                                   | 89    |       |
| 14. April | Saunders Mac Lane                       | US-amerikanischer Mathematiker, Mitbegründer der Kategorientheorie                             | 95    |       |
| 14. April | Alessandro Ninchi                       | italienischer Schauspieler, Regisseur und Drehbuchautor                                        | 69    |       |
| 14. April | Richard Popkin                          | US-amerikanischer Philosophiehistoriker                                                        | 81    |       |
| 14. April | Bernard Schultze                        | deutscher Maler der Kunstrichtung Informel                                                     | 89    |       |
| 14. April | Manfred Seifert                         | deutscher Fußballtorwart                                                                       | 55    |       |
| 15. April | Volker Oswald Baumgart                  | deutscher Bildhauer                                                                            | 61    |       |
| 15. April | Martin Blumenson                        | US-amerikanischer Militärhistoriker                                                            | 86    |       |
| 15. April | Erwin Bücken                            | deutscher Dichterarzt                                                                          | 94    |       |
| 15. April | Art Cross                               | US-amerikanischer Automobilrennfahrer                                                          | 87    |       |
| 15. April | Youssef Gabsi                           | tunesischer Fußballspieler                                                                     | 81    |       |
| 15. April | Hans-Georg Lehmann                      | deutscher Politiker                                                                            | 76    |       |
| 15. April | Ian Leslie, 21. Earl of Rothes          | schottischer Peer                                                                              | 72    |       |
| 15. April | Dmitri Gennadjewitsch Medwedew          | sowjetischer und russischer Offizier                                                           | 34    |       |
| 15. April | Carlos Muñoz                            | spanischer Schauspieler                                                                        | 86    |       |
| 15. April | Margaretta Scott                        | britische Schauspielerin                                                                       | 93    |       |
| 15. April | Siegfried Wuppermann                    | deutscher Seeoffizier                                                                          | 88    |       |
| 16. April | Hans-Georg Krage                        | deutscher Motorbootfahrer                                                                      | 76    |       |
| 16. April | Iwailo Petrow                           | bulgarischer Schriftsteller und Maler                                                          | 82    |       |
| 16. April | Wolfgang Schirmer                       | deutscher Chemiker                                                                             | 85    |       |
| 16. April | Franz Skotton                           | österreichischer Politiker (SPÖ), Vorsitzender des Bundesrates                                 | 81    |       |
| 16. April | Volker Vogeler                          | deutscher Regisseur und Drehbuchautor                                                          | 74    |       |
| 16. April | Kay Walsh                               | britische Tänzerin und Schauspielerin                                                          | 93    |       |
| 17. April | Guntram Altnöder                        | deutscher Musikerzieher                                                                        | 69    |       |
| 17. April | Hans Gruijters                          | niederländischer Politiker (D66)                                                               | 73    |       |
| 17. April | Rajmund Kaczyński                       | polnischer Soldat der polnischen Heimatarmee                                                   | 82    |       |
| 17. April | Ah Yue Lou                              | deutscher Schauspieler                                                                         | 81    |       |
| 17. April | Markus Meier                            | Schweizer Wissenschaftler                                                                      | 50    |       |
| 17. April | Konrad Spindler                         | deutscher Prähistoriker und Erforscher der Ötzi-Mumie                                          | 65    |       |
| 18. April | Donald Bruce, Baron Bruce of Donington  | britischer Politiker, Mitglied des House of Commons                                            | 92    |       |
| 18. April | Maevia Noemí Correa                     | argentinische Botanikerin                                                                      | 91    |       |
| 18. April | Peter F. Flaherty                       | US-amerikanischer Jurist und demokratischer Politiker                                          | 80    |       |
| 18. April | Bassel Fleihan                          | libanesischer Politiker                                                                        | 41    |       |
| 18. April | Clarence Gaines                         | US-amerikanischer College-Basketballtrainer                                                    | 81    |       |
| 18. April | Alis Koekkoek                           | niederländischer Politiker und Rechtswissenschaftler                                           | 60    |       |
| 18. April | Jakow Semjonowitsch Landa               | sowjetischer und deutscher Schriftsteller                                                      | 56    |       |
| 18. April | Pieter J. R. Modderman                  | niederländischer Archäologe                                                                    | 86    |       |
| 18. April | Norman D. Newell                        | US-amerikanischer Paläontologe                                                                 | 96    |       |
| 18. April | Mario Ricardi                           | chilenischer Botaniker                                                                         | 83    |       |
| 18. April | Hinrich Schwenker                       | deutscher Handballspieler                                                                      | 70    |       |
| 18. April | Robert G. Wetzel                        | US-amerikanischer Limnologe                                                                    | 68    |       |
| 19. April | Maurice Altenbach                       | Schweizer Musikpädagoge, Komponist und Cellist                                                 | 71    |       |
| 19. April | Blade Icewood                           | US-amerikanischer Rapper                                                                       | 28    |       |
| 19. April | Björn Bjarman                           | isländischer Schriftsteller                                                                    | 81    |       |
| 19. April | Lissy Funk                              | deutsche Stickerin                                                                             | 95    |       |
| 19. April | Ruth Hussey                             | US-amerikanische Schauspielerin                                                                | 93    |       |
| 19. April | Gert Koch                               | deutscher Kulturanthropologe                                                                   | 82    |       |
| 19. April | Stan Levey                              | US-amerikanischer Jazzdrummer                                                                  | 79    |       |
| 19. April | Alexander Lösche                        | deutscher Produktionsleiter bei der DEFA                                                       | 94    |       |
| 19. April | Clement Meadmore                        | US-amerikanisch-australischer Bildhauer                                                        | 76    |       |
| 19. April | Dean Mung'omba                          | sambischer Politiker                                                                           |       |       |
| 19. April | Niels-Henning Ørsted Pedersen           | dänischer Jazzbassist und Instrumentalist                                                      | 58    |       |
| 19. April | Peter Perlmann                          | schwedischer Immunologe                                                                        | 85/86 |       |
| 19. April | Georg Pranckh                           | österreichischer Politiker (ÖVP), Abgeordneter zum Nationalrat                                 | 79    |       |
| 20. April | Tutti Camarata                          | US-amerikanischer Musiker, Arrangeur und Produzent                                             | 91    |       |
| 20. April | Bodo Hamprecht                          | deutscher Physiker                                                                             | 64    |       |
| 20. April | Erika von Hornstein                     | deutsche Schriftstellerin                                                                      |       |       |
| 20. April | Niwa Fumio                              | japanischer Schriftsteller                                                                     | 100   |       |
| 20. April | Giulio Saraudi                          | italienischer Boxer                                                                            | 66    |       |
| 20. April | Stefan Schödl                           | österreichischer Zoologe                                                                       | 47    |       |
| 20. April | Siegfried Zellnig                       | deutscher Politiker (CDU), MdL                                                                 | 63    |       |
| 21. April | J. Barry Cooke                          | US-amerikanischer Geotechniker                                                                 | 89    |       |
| 21. April | Gwynfor Evans                           | walisischer Politiker (Plaid Cymru), Mitglied des House of Commons                             | 92    |       |
| 21. April | Bob Gardiner                            | US-amerikanischer Animator                                                                     | 54    |       |
| 21. April | Bill Kaysing                            | US-amerikanischer Autor                                                                        | 82    |       |
| 21. April | Feroze Khan                             | pakistanischer Hockeyspieler und Olympiasieger                                                 | 100   |       |
| 21. April | Erich Kleineidam                        | deutscher Priester, Regens und Bundesverdienstkreuzträger                                      | 100   |       |
| 21. April | Heinz Kluncker                          | deutscher Gewerkschaftsfunktionär                                                              | 80    |       |
| 21. April | William Kruskal                         | US-amerikanischer Mathematiker und Statistiker                                                 | 85    |       |
| 21. April | Walter Mandler                          | deutsch-kanadischer Objektiv-Konstrukteur und Vizepräsident von Leitz, Kanada                  | 82    |       |
| 21. April | Kurt Rebmann                            | deutscher Generalbundesanwalt                                                                  | 80    |       |
| 21. April | Wolfgang Winkler                        | deutscher Verwaltungsjurist                                                                    | 81    |       |
| 21. April | Zhang Chunqiao                          | chinesischer Politiker                                                                         | 88    |       |
| 22. April | Joseph Bogen                            | US-amerikanischer Neurophysiologe und Neurochirurg                                             | 78    |       |
| 22. April | Gregoire Boonzaier                      | südafrikanischer Maler und Karikaturist                                                        | 95    |       |
| 22. April | Mary Dann                               | US-amerikanische Indianerin und Umweltaktivistin, Trägerin des Alternativen Nobelpreises       | 82    |       |
| 22. April | Robert Fitzgerald                       | US-amerikanischer Eisschnellläufer                                                             | 81    |       |
| 22. April | Erika Fuchs                             | deutsche Übersetzerin                                                                          | 98    |       |
| 22. April | Manfred Gabrielli                       | österreichischer Sportkommentator, -moderator und -redakteur                                   | 60    |       |
| 22. April | Herbert W. Kapitzki                     | deutscher Grafiker                                                                             | 80    |       |
| 22. April | Arnie Lawrence                          | US-amerikanischer Jazz-Tenorsaxophonist, Musikpädagoge und Komponist                           | 66    |       |
| 22. April | Kamalesh Maitra                         | indischer Musiker, Komponist und Meister der Tabla Tarang                                      | 77    |       |
| 22. April | Philip Morrison                         | US-amerikanischer Physiker                                                                     | 89    |       |
| 22. April | Eduardo Paolozzi                        | schottischer Graphiker und Bildhauer                                                           | 81    |       |
| 22. April | Josef Plöger                            | deutscher Geistlicher, Weihbischof in Köln                                                     | 81    |       |
| 22. April | Həmid Həbib Qasımbəyov                  | sowjetischer Vizeadmiral und Kommandeur der Kaspischen Flottille                               | 81    |       |
| 22. April | Klaus Reichert                          | deutscher Neurologe                                                                            | 56    |       |
| 22. April | Leonid Alexandrowitsch Schamkowitsch    | sowjetisch-US-amerikanischer Schachgroßmeister                                                 | 81    |       |
| 23. April | Johannes Bjelke-Petersen                | australischer Politiker                                                                        | 94    |       |
| 23. April | George Pan Cosmatos                     | griechischer Filmregisseur                                                                     | 64    |       |
| 23. April | Robert Farnon                           | kanadischer Komponist, Dirigent, Arrangeur und Trompeter                                       | 87    |       |
| 23. April | André Gunder Frank                      | deutschstämmiger Ökonom                                                                        | 76    |       |
| 23. April | John Mills                              | englischer Schauspieler                                                                        | 97    |       |
| 23. April | Romano Scarpa                           | italienischer Comiczeichner und -texter                                                        | 77    |       |
| 23. April | Jimmy Woode                             | US-amerikanischer Jazz-Kontrabassist                                                           | 75    |       |
| 23. April | Wolfram Zillig                          | deutscher Molekularbiologe                                                                     | 79    |       |
| 24. April | Michal Chudík                           | tschechoslowakischer Politiker                                                                 | 90    |       |
| 24. April | Fei Xiaotong                            | chinesischer Soziologe, Anthropologe und Ethnologe                                             | 94    |       |
| 24. April | Wolfgang Hirschfeld                     | deutscher Soldat der Kriegsmarine im Zweiten Weltkrieg                                         | 88    |       |
| 24. April | Arkadi Alexandrowitsch Wainer           | russischer Schriftsteller                                                                      | 74    |       |
| 24. April | Ezer Weizmann                           | israelischer Präsident                                                                         | 80    |       |
| 25. April | Hasil Adkins                            | US-amerikanischer Country, Rock and Roll und Blues-Musiker                                     | 67    |       |
| 25. April | Francis Bay                             | belgischer Dirigent, Komponist und Regisseur                                                   | 90    |       |
| 25. April | Hermann Egner                           | deutscher Posaunist und Komponist                                                              | 57    |       |
| 25. April | Waldemar Ertl                           | deutscher Gewichtheber                                                                         | 74    |       |
| 25. April | Eberhard Heiland                        | deutscher Maler und Keramiker                                                                  | 69    |       |
| 25. April | Arlette Leroi-Gourhan                   | französische Prähistorikerin                                                                   | 92    |       |
| 25. April | John Love                               | rhodesischer Automobilrennfahrer                                                               | 80    |       |
| 25. April | Alexander Trotman, Baron Trotman        | britischer Manager                                                                             | 71    |       |
| 25. April | Johannes Wanke                          | österreichischer Maler und Graphiker                                                           | 82    |       |
| 26. April | Mason Adams                             | US-amerikanischer Schauspieler                                                                 | 86    |       |
| 26. April | Georges Anderla                         | französischer Wirtschaftswissenschaftler und Statistiker                                       | 84    |       |
| 26. April | Augusto Roa Bastos                      | paraguayischer Schriftsteller                                                                  | 87    |       |
| 26. April | Gordon Campbell, Baron Campbell of Croy | britischer Politiker, Mitglied des House of Commons                                            | 83    |       |
| 26. April | Elisabeth Domitien                      | zentralafrikanische Politikerin, Premierministerin der Zentralafrikanischen Republik           |       |       |
| 26. April | Josef Nesvadba                          | tschechischer Schriftsteller, Übersetzer und Psychiater                                        | 78    |       |
| 26. April | Giustino Giulio Pastorino               | italienischer Franziskaner, Apostolischer Vikar von Benghazi (1965–1997)                       | 94    |       |
| 26. April | Hans Robertz                            | deutscher Politiker (FDP), MdL                                                                 | 79    |       |
| 26. April | Maria Schell                            | österreichisch-schweizerische Schauspielerin                                                   | 79    |       |
| 26. April | Käthe Zhao                              | deutsch-chinesische Germanistin und Übersetzerin                                               | 98    |       |
| 27. April | Red Horner                              | kanadischer Eishockeyspieler                                                                   | 95    |       |
| 27. April | Rudi Margreiter                         | Schweizer Schlagersänger                                                                       | 51    |       |
| 27. April | Stanley Orme, Baron Orme                | britischer Life Peer und Politiker (Labour Party)                                              | 82    |       |
| 27. April | Graham Ritchie                          | schottischer Prähistoriker                                                                     | 62    |       |
| 27. April | Abdus Samad Azad                        | pakistanischer und bengalischer Politiker                                                      | 79    |       |
| 27. April | Martin Wienbeck                         | deutscher Gastroenterologe                                                                     | 68    |       |
| 28. April | Ernst Bacher                            | österreichischer Kunsthistoriker                                                               | 69    |       |
| 28. April | Klaus-Ditmar Bachmann                   | deutscher Pädiater und Hochschullehrer                                                         | 83    |       |
| 28. April | Chris Candido                           | US-amerikanischer Wrestler                                                                     | 33    |       |
| 28. April | Odissei Dimitriadi                      | georgisch-sowjetischer Dirigent griechischer Abstammung                                        | 96    |       |
| 28. April | Percy Heath                             | US-amerikanischer Jazz-Musiker (Kontrabassist)                                                 | 81    |       |
| 28. April | Horst Herden                            | deutscher Fußballschiedsrichter                                                                | 76    |       |
| 28. April | Kurt Heyns                              | deutscher Chemiker                                                                             | 96    |       |
| 28. April | Franz Lenze                             | deutscher Politiker (CDU), MdB                                                                 | 94    |       |
| 28. April | Albert Müry                             | Schweizer Musikwissenschaftler und Journalist                                                  | 94    |       |
| 28. April | Ursula Schaar                           | deutsche Pädagogin und Landespolitikerin (AL, Die Grünen), MdA                                 | 81    |       |
| 28. April | Erich Vermehren                         | deutscher Jurist und Abwehr-Agent, später Schweizer Versicherungsmakler und Una Voce-Präsident | 85    |       |
| 28. April | Béla Weissmahr                          | ungarischer Philosoph                                                                          | 75    |       |
| 29. April | William J. Bell                         | US-amerikanischer Fernsehproduzent, Unternehmer und Drehbuchautor                              | 78    |       |
| 29. April | Leonid Gendrichowitsch Chatschijan      | armenisch-US-amerikanischer Mathematiker                                                       | 52    |       |
| 29. April | Franz Fürst                             | österreichischer Politiker (SPÖ), Landtagsabgeordneter                                         | 84    |       |
| 29. April | Otto Herbert Hajek                      | deutscher abstrakter Maler, Grafiker und Bildhauer                                             | 77    |       |
| 30. April | Sylve Bengtsson                         | schwedischer Fußballspieler und -trainer                                                       | 74    |       |
| 30. April | Jothan Callins                          | US-amerikanischer Jazz-Musiker                                                                 | 62    |       |
| 30. April | Siegfried Esajas                        | surinamischer Leichtathlet                                                                     | 70    |       |
| 30. April | Peter K. S. Heilmann                    | grönländischer Lehrer und Landesrat                                                            | 88    |       |
| 30. April | Ulrich Hirsch                           | deutscher Mathematiker                                                                         | 62    |       |
| 30. April | Fred Ihrt                               | deutscher Pressefotograf                                                                       | 86    |       |
| 30. April | Lone Kellermann                         | dänische Sängerin und Schauspielerin                                                           | 62    |       |
| 30. April | Hans Preiss                             | deutscher Gewerkschaftsfunktionär und Publizist                                                | 77    |       |
| 30. April | Johann Schrotter                        | österreichischer Politiker (ÖVP), Abgeordneter zum Nationalrat und Bürgermeister               | 83    |       |
| 30. April | Niklaus Stump                           | Schweizer Wintersportler                                                                       | 84    |       |
| 30. April | Alfons Supersaxo                        | Schweizer Skisportler                                                                          | 79    |       |
| 30. April | Karl Ventzke                            | deutscher Industriekaufmann                                                                    | 81    |       |
| April     | Dragoljub Minić                         | jugoslawischer Schachspieler                                                                   |       |       |
| April     | Ulrich Gaudenz Müller                   | Schweizer Computerlinguist                                                                     | 82    |       |
| April     | Paul C. Rosenbloom                      | US-amerikanischer Mathematiker                                                                 |       |       |